# Алита: Боен ангел
„Алита: Боен ангел“ (на английски: Alita: Battle Angel) е американски киберпънк екшън филм от 2019 г.
Базиран е на манга поредицата Gunnm от Юкито Киширо.
Режисьор е Робърт Родригес, продуциран е от Джеймс Камерън и Джон Ландау, по сценарий на Камерън и Лаета Калогридис. Във филма участват Роза Салазар, Кристоф Валц, Дженифър Конъли, Махершала Али, Ед Скрейн, Джак Ърл Хейли и Кийн Джонсън.